# Кім Йон Іль
Кім Йон Іль (кор. 김영일, 金英日, Gim Yeong-il, Kim Yŏng-il; нар. 2 травня 1944) — північнокорейський політик і партійний діяч, одинадцятий голова уряду КНДР.

## Кар'єра
У 1960-х роках служив у лавах Корейської народної армії, після чого здобув освіту морського офіцера та впродовж 14 років працював інструктором, а потім заступником директора загального відділу міністерства сухопутного та морського транспорту КНДР.
Від 1994 до 2007 року очолював міністерство сухопутного та морського транспорту. За своєї каденції, серед іншого, керував розширенням Рьоннамського судноремонтного заводу в районі порту Нампхо у гирлі річки Тедонган.
У квітні 2007 року Верховні народні збори КНДР 11-го скликання затвердили його на посаді голови уряду. Під час свого першого великого публічного виступу новий прем'єр-міністр заявив про намір дотримуватись у своїй економічній політиці балансу між потребами важкого машинобудування та військово-промислового комплексу з однієї сторони, та сільського господарства й виробництва споживчих товарів — з іншої.
Під час перебування на посаді голови уряду Кім Йон Іль брав участь у низці міжнародних перемовин, що включали візити до В'єтнаму, Камбоджі, Китаю, а також перемовини щодо денуклеаризації Корейського півострова та першу за 15 років зустріч голів урядів Північної і Південної Кореї в листопаді 2007 року.
У червні 2010 року на позачерговій сесії Верховних народних зборів КНДР XII скликання Кім Йон Іля було усунуто від посади голови уряду, його наступником став партійний функціонер Чхве Йон Рім. Після відставки колишній голова уряду продовжив засідати у Верховних народних зборах КНДР.